# Agrarstrukturreform
Agrarstrukturreformen sind Maßnahmen zur Veränderung der bestehenden Agrarstruktur (Agrarreform).
Seit der Föderalismusreform 2006 sind die Bundesländer für die Gesetzgebung zum landwirtschaftlichen Grundstücksverkehr und zum landwirtschaftliche Pachtwesen zuständig. Sofern die Länder kein eigenes Gesetz erlassen, besteht das Bundesgesetz fort. Einige Länder haben im 21. Jahrhundert unter dem Titel Agrarstruktur eigene Gesetze zur Reform der Eigentumsverhältnisse (Grundeigentum) oder der Landnutzung landwirtschaftlicher Nutzflächen erlassen oder solche vorbereitet, die auch Kernpunkt einer Reform der Gemeinsamen Agrarpolitik der Europäischen Union sind.
Die Agrarministerkonferenz hat auf ihrer Tagung vom 27. bis 29. September 2019 den Bericht der Bund-Länder-Initiative „Landwirtschaftlicher Bodenmarkt“ zur Kenntnis genommen, deren Arbeitsgruppe nachfolgend einen Vorschlag für ein Muster-Agrarstrukturgesetz ausarbeiten sollte. Zum Berichtsstand hatten die Länder Hessen, Rheinland-Pfalz, Nordrhein-Westfalen, Schleswig-Holstein und Bremen keine Reformen geplant oder keine Notwendigkeit dazu gesehen. Mecklenburg-Vorpommern wartete das Ergebnis eines Gesetzesvorhabens in Sachsen-Anhalt ab. Demgegenüber erachtete das BMELF  eine Novellierung für geboten, um die Position ortsansässiger Landwirte gegenüber Nichtlandwirten zu stärken und die Preismissbrauchskontrolle auch bei Anteilskäufen von juristischen Personen anzuwenden. In einer Erklärung vom 1. Juli 2022 hat das BMELF seine Forderungen unterstrichen.

## Hintergrund
Das Johann Heinrich von Thünen-Institut hatte bereits 2011 die Aktivitäten von nicht-landwirtschaftlichen Investoren auf dem landwirtschaftlichen Bodenmarkt untersucht. Zwei Jahre später folgte eine weitere Studie nach. Angeregt durch das öffentlich diskutierte Thema „Jagd nach Agrarland“ befassten sich auch das Europäische Parlament und der Europäische Wirtschafts- und Sozialausschuss seit 2015 mit der Regulierung des Bodenmarktes und gelangten nach ausführlicher Diskussion und Anhörung einschlägiger Experten zu der Auffassung, dass die Mitgliedstaaten die Bodenmärkte selbst regulieren müssen. Dabei ist das Unionsrecht als übergeordneter Rahmen strikt einzuhalten. Im Jahre 2020 hat das Thünen-Institut zwei weitere Fallstudien veröffentlicht.
In einem Gutachten des Thünen-Instituts für das Bayerische Staatsministerium für Ernährung, Landwirtschaft und Forsten wurden eine Befragung zur Entwicklung des landwirtschaftlichen Bodenmarkts und Daten der Genehmigungsbehörden aus dem Zeitraum 2019 bis 2021 ausgewertet. Demnach trat nur in einem Drittel der Verkäufe von Flächen über einem Hektar ein Landwirt als Käufer auf. Eine Preismissbrauchskontrolle fand wegen Fehlens qualifizierter Sachbearbeiter in der Regel nicht statt. In der Folge erschienen Beiträge über weltweites Land Grabbing und die Aktivitäten sogenannter Agrar-Holdings.
Der Bund verkündete 2022, dass er das im Bundesbesitz befindliche Ackerland nur noch zu einem geringen Teil veräußern werde.

## Initiativen der Bundesländer
Das Land Baden-Württemberg hat am 10. November 2006 das Agrarstrukturverbesserungsgesetz (ASVG) zur Umsetzung der Föderalismusreform und zum Bürokratieabbau im Geschäftsbereich des Ministeriums für Ernährung und Ländlicher Raum beschlossen. Sachlich zuständig ist die Landwirtschaftsbehörde, in den Landkreisen das Landratsamt. Zu jedem Kauf- oder Pachtvertrag ist die land- und forstwirtschaftliche Berufsvertretung anzuhören. Ferner ist vorgegeben, dass die Pacht in einem angemessenen Verhältnis zum Ertrag stehen muss, der bei ordentlicher Bewirtschaftung nachhaltig zu erzielen ist. Die Landwirtschaftsbehörde entscheidet über die Genehmigung eines Grundstücksgeschäftes oder eines Landpachtvertrages. Für die Umsetzung des Vorkaufsrechts ist das Siedlungsunternehmen des Landes, die Landsiedlung Baden-Württemberg GmbH, zuständig.
Der Landtag des Freistaates Bayern hat das Bayerische Agrarstrukturgesetz vom 13. Dezember 2016 am 23. Dezember 2022 geändert. Demnach obliegt die Zuständigkeit für den Vollzug des Grundstückverkehrsgesetzes und des Landpachtverkehrsgesetzes den Kreisverwaltungsbehörden. Die Freigrenze für die Genehmigung der Veräußerung eines Grundstückes ist auf weniger als einen Hektar abgesenkt worden, beim Grundstückserwerb durch eine Gemeinde, einen Gemeindeverband oder kommunalen Zweckverband beträgt die Freigrenze zwei Hektar. Für das Siedlungsrechtliche Vorkaufsrecht nach dem Reichssiedlungsgesetz sind Teilnehmergemeinschaften nach dem Flurbereinigungsgesetz und deren Verbände einbezogen und die Freigrenze ebenfalls auf einen Hektar abgesenkt worden. Mit der Umsetzung des Vorkaufsrechts ist die BBV LandSiedlung betraut.
In Niedersachsen brachten Die Grünen am 8. September 2021 einen Gesetzentwurf für ein Gesetz zur Sicherung und zum Ausbau einer bäuerlichen Agrarstruktur in Niedersachsen (Niedersächsisches Agrarstruktursicherungs- und Verbesserungsgesetz (NASVG)) in den Landtag ein.
Im März 2022 begann das Land Brandenburg den öffentlichen Beteteiligungsprozess mit der Vorlage eines agrarstrukturellen Leitbilds, dem folgte im April 2023 ein Referentenentwurf eines entsprechenden Gesetzes.
In Sachsen ist im April 2023 ein Gesetzentwurf vorgelegt worden, der vorsieht, regional ansässige Landwirte im Grundstücksverkehr zu bevorzugen und sie zugleich vor überhöhten Marktpreisen zu schützen. Des Weiteren soll der Zugriff auf Landwirtschaftsflächen (Eigentum oder Pacht) in einer Hand auf ein verträgliches Maß beschränkt werden; Anteilserwerber werden weiterhin geduldet. Im Oktober desselben Jahres ist dieser Gesetzentwurf dem Landtag zugeleitet worden.
In Thüringen hat die Landesregierung am 28. November 2023 den Gesetzentwurf zum Schutz der Thüringer Agrarstruktur verabschiedet und an den Landtag überwiesen. Demzufolge soll die regional verankerte Agrarstruktur in den Händen heimischer Betriebe bewahrt und die Landwirte vom Kostendruck entlastet werden, indem der extreme Preisanstieg am landwirtschaftlichen Bodenmarkt eingedämmt werde.

## Zweck
Als Leitbild einer Gesetzesinitiative der Grünen in Niedersachsen 2021 werden genannt: Die Abwehr von Gefahr und Nachteilen für die Agrarstruktur durch eine agrarstrukurell nachteilige Verteilung von Grund und Boden; die Gewährleistung leistungsfähiger, nachhaltig wirtschaftender, bäuerlicher Familienbetriebe; die Dämpfung des Anstiegs der Boden- und Pachtpreise.
Das Leitbild für ein Agrarstrukturgesetz in Brandenburg ist umfassender und detaillierter: Die Landwirte sollen vorrangig Zugang zu landwirtschaftlichen Flächen erhalten; die Betriebe sollen vielfältig sein und von landwirtschaftlich kompetenten Eigentümern und Mitarbeitern geleitet und fortentwickelt werden; eine breite Streuung des Eigentums an Agrarflächen wird angestrebt, Gleiches gilt für Pachtflächen; in der Form einer Gesellschaft eingetragene landwirtschaftliche Betriebe sollen weder direkt noch indirekt durch Personen geführt werden, die vorrangig Kapitalinteressen verfolgen; die Betriebe sollen einen angemessenen Eigenanteil erreichen können; Junglandwirte und Betriebsgründer sollen Zugang zu Flächen erhalten; die erworbene Fläche soll in einem Bewirtschaftungszusammenhang mit einem landwirtschaftlichen Betrieb in der Region stehen; die Preisentwicklung auf dem Immobilienmarkt soll die Einkommensmöglichkeiten der Landwirte berücksichtigen; die Transparenz auf dem Markt für Immobilien und auf dem für Landpachtverträge soll erhöht werden; die Ausübung des Vorkaufsrechts erfolgt nach agrarstrukturellen Kriterien.